# Chi salta si fa male
Chi salta si fa male (Hopalong Casualty) è un film del 1960 scritto e diretto da Chuck Jones. È un cortometraggio d'animazione della serie Looney Tunes, uscito negli Stati Uniti d'America l'8 ottobre 1960. Ha come protagonisti Willy il Coyote e Beep Beep.

## Trama
Willy (Testardus famelicus) è all'inseguimento di Beep Beep (Velocitatis rex) e riesce finalmente a prenderlo, ma dopo che entrambi rotolano sull'asfalto il coyote si accorge di avere nelle mani solo una nuvola di polvere. Beep Beep appare dietro di lui e lo spaventa col suo verso, così Willy spicca un salto e si aggrappa a un palo del telefono. Quando scivola di nuovo giù, Beep Beep emette di nuovo il suo verso mandando in aria non solo Willy ma anche il palo, che sfugge alla sua presa e a causa della linea torna giù e lo spinge sottoterra. Dopo essere uscito appiattito da un tombino, Willy tenta di catturare o uccidere Beep Beep nei seguenti modi:
- lo aspetta dietro una parete rocciosa e salta in mezzo alla strada quando sente il suo verso, ma si tratta del clacson di un camion che lo investe;
- prepara una trappola con una roccia legata a una corda, ma quando tira la corda finisce per schiacciare sé stesso;
- posiziona della dinamite in un tunnel sotto la strada, ma mentre lo fa il detonatore si aziona da solo;
- mette in una fossa una macchina impacchettatrice e cerca di deviarci Beep Beep, ma l'uccello arriva dietro di lui e lo spaventa nuovamente col suo verso, facendolo cadere nella macchina;
- cerca di lanciare un candelotto di dinamite a Beep Beep con una canna da pesca, ma prende troppo slancio e il candelotto si incastra su un cactus. Cercando di liberarlo, Willy vien tirato indietro e rimane legato al cactus e alla dinamite, che esplode;
- mette sulla strada alcune "pillole per terremoto" in modo che Beep Beep le scambi per mangime. Tuttavia, l'uccello le mangia senza che gli facciano alcun effetto e se ne va. Deluso, Willy si mangia tutte quelle che rimangono nel flacone prima di accorgersi che sull'etichetta è scritto che non hanno effetto sui roadrunner. Dopo qualche istante le piccole iniziano a fargli effetto e Willy si mette a tremare, distruggendo delle rocce e rischiando la propria incolumità. Quando l'effetto svanisce, il Coyote si sente così sollevato che cammina senza guardare dove sta andando e cade da un dirupo sotto lo sguardo di Beep Beep.

## Distribuzione

### Edizioni home video

#### VHS
America del Nord
- The Road Runner & Wile E. Coyote: The Scrapes of Wrath (12 agosto 1992)

#### Laserdisc
- The Road Runner Vs. Wile E. Coyote: If At First You Don't Succeed... (18 maggio 1994)